# Bacskády Ágoston
Bacskafalvai Bacskády Ágoston (Csúz, 1839. augusztus 27. – Ímely, 1904. június 9.) plébános, író.

## Élete
1858-ban az esztergomi bencés gimnáziumban tanult. A teológiát előbb Vácott, majd Esztergomban tanulta.
1864-től Galántán és Zsigárdon szolgált káplánként. 1869-től Alsójattó plébánosa. 1877-ben mátyusföldi dalokat gyűjtött Abafi Lajosnak. 1897-ben kisbábi plébános, majd haláláig ímelyi plébános.
1884-ben javasolta Pázmány Péter halála napjának megünneplését.

## Művei
- 1876 Mátyusföldi babonák, népszokások és mondák. Figyelő 1, 252
- 1880 levele az Egyházművészeti Lap I/2. számában, 63-64.
- 1881 Egyházművészeti Lap II/7. szám, 220-221.

Cikkei jelentek meg a Magyar Államban, a Magyar Világban, a Tanodai Lapokban és a Nagyszombati Hetilapban.